# Mustelirallus
Mustelirallus – rodzaj ptaków z podrodziny wodników (Rallinae) w obrębie rodziny chruścieli (Rallidae).

## Zasięg występowania
Rodzaj obejmuje gatunki występujące w Ameryce Środkowej (Kuba, Kostaryka i Panama) i Południowej (Kolumbia, Wenezuela, Gujana, Surinam, Gujana Francuska, Brazylia, Ekwador, Peru, Boliwia, Paragwaj, Argentyna i Urugwaj).

## Morfologia
Długość ciała 18–29 cm; masa ciała 43–121 g.

## Systematyka

### Etymologia
- Mustelirallus: epitet gatunkowy Crex mustelina Lichtenstein, 1823[a]; rodzaj Rallus Linnaeus, 1758 (wodnik)[5].
- Neocrex: gr. νεος neos „nowy”; κρεξ krex, κρεκος krekos „chruściel”[6]. Gatunek typowy: Porzana erythrops P.L. Sclater, 1867.
- Cyanolimnas: gr. κυανος kuanos „ciemnoniebieski, modry”; nowołac. limnas „chruściel”, od gr. λιμνας limnas „z bagna”, od λιμνη limnē „bagno”[7]. Gatunek typowy: Cyanolimnas cerverai Barbour & Peters, 1927.

### Podział systematyczny
Rodzaj został ponownie zdefiniowany na podstawie badań przeprowadzonych w 2014 roku. Do rodzaju należą następujące gatunki:
- Mustelirallus cerverai (Barbour & J.L. Peters, 1927) – derkacznik kubański
- Mustelirallus colombianus (Bangs, 1898) – derkacznik kolumbijski
- Mustelirallus erythrops (P.L. Sclater, 1867) – derkacznik pstrodzioby
- Mustelirallus albicollis (Vieillot, 1819) – derkacznik popielaty